# بلع
بلع به عمل فروبردن غذا از دهان به معده گفته می‌شود. عمل بلع با پیشرفت لقمهٔ جویده‌شده به داخل حلق دهانی خَلْفی توسط زبان آغاز می‌شود. نرم‌کام، عضلات حنجره، اپیگلوت و حلق و اسفنکتر فوقانی مری همه باید هماهنگ عمل کنند تا غذا بدون آسپیراسیون وارد مری شود.
همچنین اوباریدن در فارسی دری و پهلوی، به‌معنای بلعیدن است که هم‌اکنون نیز در برخی گویش‌ها رایج است.

## اختلال بلع
فردی که در بلع مایعات و جامدات یا هر دو دچار ناتوانی می‌شود، مبتلا به دیسفاژی یا اختلال بلع است. این ناتوانی ممکن است به صورت کامل یا نسبی بروز کند.
عمل بلع به‌طور طبیعی شامل مراحل زیر است:
1. مرحلهٔ دهانی: طی این مرحله غذا جویده می‌شود و با بزاق ترکیب می‌شود و جهت ورود به حلق آماده خواهد شد.
2. مرحلهٔ حلقی: در این مرحله غذا توسط عضلات زبان و عقب دهان، به دهانهٔ حلق وارد می‌شود.
3. مرحلهٔ مروی: در این مرحله غذا به دریچهٔ مری منتقل می‌شود. وقتی فردی دچار دیسفاژی می‌شود، توسط متخصصان گوناگون از قبیل: متخصص گوارش، متخصص مغز و اعصاب، رادیولوژیست و آسیب‌شناس گفتار و زبان مورد معاینه قرار می‌گیرد

### علائم اختلال بلع
بیمار اولین کسی است، که اختلال بلع را تشخیص داده و وجود مشکل را اعلام می‌کند. در مورد کودکان مبتلا به اختلال بلع، مشکلات جویدن و بلعیدن از جانب والدین گزارش می‌شوند.
کاهش یا ازبین رفتن رفلکس سرفه یکی از علائم است. از آنجا که سرفه زدن. پاسخ دفاعی حنجره به جلوگیری از ورود غذا به ریه‌هاست، بنابراین فقدان این رفلکس، بیمار را در بروز آسپیراسیون (ورود مواد غذایی به ریه‌ها) قرار می‌دهد.
یکی دیگر از علائم، باقی ماندن غذا در دهان یا حلق بعد از بلع است. بعضی از بیماران از کاهش ترشحات بزاق شکایت دارند که در این صورت ذرات خشک غذا بدون تغییر در لایه‌های دهانی گیر می‌کنند به جای این‌که با بزاق ترکیب شوند.